# Dawid Kornaga
Dawid Kornaga (ur. 13 maja 1975 w Lubaczowie) – polski pisarz.

## Życiorys
Absolwent Wydziału Dziennikarstwa i Nauk Politycznych UW. Mieszka w Warszawie. W latach 1997–2000 wraz z Vj’em Dominionem tworzył hip-hopowy projekt Hipnoza. W debiutanckiej powieści złożonej z powiązanych ze sobą opowiadań, Poszukiwaczach opowieści, jako pierwszy polski autor użył stylizacji hip-hopowej. W lutym 2004 r. wydawnictwo Prószyński i S-ka wydało płytę, na której znalazł się fragment z książki Kornagi, Piątek po dwudziestej, nagrany przez rapera Gorzkiego z Kalisza. Był to pierwszy w rodzimej prozie alians prozaika z raperem. Wydana w 2005 r. Gangrena została okrzyknięta jedną z najbardziej drastycznych powieści nie tylko w polskiej literaturze, podzieliła krytyków i czytelników, ale znalazła się w gronie książek nominowanych do „Paszportu” Polityki. O Rzęsach na opak Marta Cuber napisała: „Pisarz udokumentował to, co w zmieniających się w Polsce układach społeczno-politycznych najstraszniejsze: cierpienie najmniej winnych”. W listopadzie 2008 r. ukazała się jego czwarta książka zatytułowana Znieczulenie miejscowe. W październiku 2010 r. wyszła nowa powieść Single+, do której okładkę przygotowała polska malarka Justyna Kabala.
Autor w jednym z wywiadów powiedział o tej książce: „'Single+' to nie jest książka napisana konwencjonalnym językiem, przyznaję. To nie jest ‘poszedł, przyszedł, doszedł’. Właściwie nie ma zdania w tej powieści, które byłoby ‘zwyczajne’.”

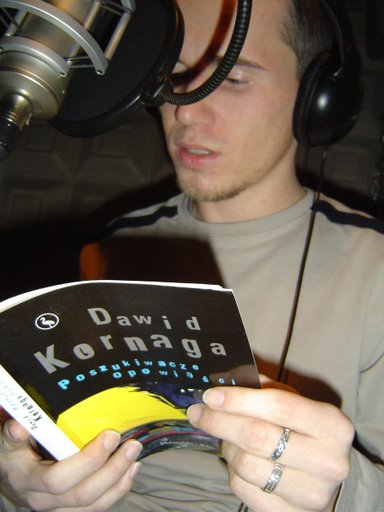
Dawid Kornaga czyta

W czerwcu 2011 r. autor opublikował swoją szóstą powieść Cięcia. W wywiadzie dla Lampy przyznał, że to jego pierwsza książka z elementami tak wyraźnie autobiograficznymi – pracując jako kreatywny poznał od wewnątrz przemysł reklamowy. Jarosław Czechowicz tak to podsumował: „Kornaga zajmuje się na kartach Cięć przede wszystkim problematyką dotyczącą posiadania i jego związku z życiem. Nie można żyć, nie posiadając. Nie można posiadać i nie żyć”. Zaś Joanna Kapica-Curzytek odniosła się do języka Cięć: „Powieść jest nie tyle napisana, ile wykreowana. I to nie w języku potocznym, co w niepowtarzalnej mieszaninie języka reklamy i wewnętrznego monologu, pełnego myślowych skrótów, zestawianych tak, aby tworzyły szumy i zgrzyty, drażniły i prowokowały”.
W 2011 r. Dawid Kornaga otrzymał międzynarodowe stypendium twórcze Dagny przyznawane przez Stowarzyszenie Willa Decjusza. W jego ramach uczestniczył m.in. w Festiwalu Literackim „Dagny – Romans Kultur”, w Forum Wydawców we Lwowie oraz w Festiwalu Wolności Słowa Kapittel w Stavanger. Napisał też opowiadanie Call Center do antologii nowej literatury z Polski i Norwegii Podróż na północ/Mot nord. W 2012 r. pisarz został stypendystą Instytutu Goethego jako Kulturmittler. W cyklu Dawid vs. Goliat, o wojnie, którą wiodę z szatanem, ciałem i światem pisze felietony dla pisma lifestylowo-kulturalnego Hiro.
Dzięki stypendium Goethe Institut oraz dwuletnim, okresowym pobytom w Berlinie pisarz mógł zbierać materiały do nowej powieści Berlinawa, która została wydana 8 października 2014 r. Pisarz zna dobrze język niemiecki i interesuje się stosunkami polsko-niemieckimi, potwierdził w programie dla Wirtualnej Polski, że problemy Berlina, a tym samym globalizacji nie są mu obce i jest w nie zaangażowany nie tylko dla potrzeb swojej nowej powieści.
Od maja 2023 roku członek Stowarzyszenia Pisarzy Polskich (Oddział Warszawa).
Powieść Berlinawa
Dzięki stypendium Goethe Institut oraz dwuletnim, okresowym pobytom w Berlinie pisarz mógł zbierać materiały do nowej powieści Berlinawa, która została wydana przez wydawnictwo Świat Książki 8 października 2014 r. Berlinawa, której tytuł zawdzięcza dwóm miastom, Berlinowi i Warszawie, spotkała się z pozytywną krytyką, jako jedna z pierwszych książek fabularnych w literaturze polskiej, która tak obszernie opowiada o współczesnym Berlinie. Problematyka powieści dotyka również zjawiska poliamorii oraz skomplikowanych relacji rodzinnych i miłosnych. Berlinawa przedstawia realistycznie odradzające się nurty nacjonalistyczne, przybliżając scenę neonazistowską Niemiec i Polski. Kwestię tę zauważyło wielu krytyków, łącznie z obszerną recenzją autorstwa Przemysława Pieniążka w numerze miesięcznika literackiego Twórczość (2015, nr 7-8) oraz kwartalnik Fronda Lux (nr 74), który przeprowadził z Kornagą wywiad pt. Berlin zamożnej laleczki. Pisarz, który zna dobrze język niemiecki i interesuje się stosunkami polsko-niemieckimi, potwierdził w programie dla Wirtualnej Polski, że problemy Berlina, a tym samym globalizacji nie są mu obce i jest w nie zaangażowany nie tylko dla potrzeb swojej nowej powieści.
Film PolandJa
17 lutego 2017 r. miała miejsce premiera polskiego komediodramatu PolandJa w reżyserii Cypriana T. Oleckiego. Jego współscenarzystą jest Dawid Kornaga, który zagrał też w filmie epizod jako Mężczyzna w balansach oraz sprawował pieczę nad dialogami jako kierownik literacki. Komediodramat PolandJa obejrzało w kinach ponad 200 tys. widzów, co w przypadku debiutu jest sukcesem, uwzględniając fakt, że film ma wymagającą w odbiorze nowelową konstrukcję. PolandJa podzieliła krytykę zbierając skrajne recenzje, od zdecydowanie negatywnych po absolutnie pozytywne. Film czerpie sporo z prozy Kornagi, co podkreśla m.in. portal Zupełnie Inna Opowieść w recenzji Kebab z polskich fobii: Scenariusz filmu jest dziełem zbiorowym – podpisali go reżyser Cyprian T. Olencki, Maria Wojtyszko, Jakub Nieścierow i Sławomir Krawczyński. Całości wydaje się jednak nadawać ton Dawid Kornaga (pojawia się też na ekranie w doskonałym epizodzie), który był tu nie tylko współscenarzystą i kierownikiem literackim, ale i autorem powieści, które częściowo posłużyły za pierwowzory także tych epizodów, których Kornaga nie był scenarzystą. Mowa o „Cięciach” i „Znieczuleniu miejscowym”. Potwierdza to Leszek Wejcman w recenzji Ballada o Januszach: Kolejne wątki scenariusza czerpią z książek Dawida Kornagi (który sam wciela się w postać ofermy, zmuszonego do oddania „za karę” połówki kebaba). Kornaga to autor błyskotliwy, dowcipny i inteligentny, doskonale czujący współczesność, tropiący naszą narodową ksenofobię i cywilizacyjno-geograficzne rozdarcie. Pomysł Olenckiego, aby sięgnąć po jego prozę, jest wart uwagi. PolandJa była również wyświetlana w kinach w Wielkiej Brytanii i Irlandii.
Powieść Przerwany sen Kashi
5 września 2018 r. wyszła powieść Przerwany sen Kashi, obyczajowa dystopia, o której portal Granice.pl napisał: Kolejna już powieść Dawida Kornagi, który od lat zaskakuje swoimi trafnymi spostrzeżeniami i oceną świata, nie rozczarowuje. Przeciwnie. Narrator z pasją prowadzi czytelników od lat dwudziestych do lat siedemdziesiątych dwudziestego pierwszego wieku. Z kolei magazyn Hiro.pl wyraził opinię: Być może niektórzy nazwą Kornagę polskim Houellebecq’em, jednak ze względu na mocno polski kontekst powieści jest to tylko jedna z odsłon wizji jej świata. Portal literacki Zupełnie Inna Opowieść zaznaczył: „Przerwany sen Kashi” to w zasadzie kontynuacja tamtej powieści, choć jednocześnie jest to pozycja na tyle autonomiczna, że bez problemu zrozumie ją każdy, kto dopiero od niej zacznie przygodę z twórczością pisarza. (...) Dawid Kornaga ciągnie akcję od 2015 roku przez 2030 czy 2050, aż po lata następujące po 2075. I wcale nie ucieka od próby pokazania nam świata przyszłości, mnożąc nie tylko opisy geopolitycznych układów, lecz także racząc nas wizjami wynalazków i udogodnień takich jak multifony czy autonomiczne taksówki. A jednak ani przez moment nie miałem wątpliwości, że pokazuje nas, że pokazuje tu, że pokazuje teraz. Za Mrożkiem mówi nam, że jutro to dziś, tyle że jutro. Magazyn Esencja podsumowuje: Zarys tego, co dzieje się w „Przerwanym śnie Kashi” stanowi dosyć interesujący eksperyment intelektualny. Co stanie się z naszym światem za kilkanaście, kilkadziesiąt lat? Czy będzie się dało znaleźć w nim miejsce? Dawid Kornaga stawia na wizję, że będzie „tak samo tylko trochę inaczej” – antycypując wydarzenia najczęściej w powiązaniu z tym, co rzeczywiście miało miejsce w naszych czasach, czyli w pierwszych dwóch dekadach XXI wieku.
Przerwany sen Kashi to pierwsza książka Kornagi, która miała szeroką kampanię reklamową. Jedną z jej odsłon były billboardy w warszawskim metrze oraz zwiastun w postaci spotu, dostępny m.in. w mediach społecznościowych i platformie YouTube.
Współpraca z pismem „Wakat”
W 2019 autor nawiązał współpracę z pismem „Wakat”, gdzie publikuje cykl dystopijnych opowiadań. Wszystkie dostępne są online w ramach licencji Creative Commons. W 2019 ukazały się: „2029”, „Kapsuła” i „Brązowa planeta”. W 2020 ukazały się: „Miś”, „Anioł” – w antologii na czas pandemii koronawirusa „Wakacje od istnienia?”.
Film Furioza
22 października 2021 miał premierę film Furioza w reżyserii Cypriana T. Oleckiego, w którym Dawid Kornaga pełnił rolę kierownikia literackiego, odpowiedzialnego również za dialogi i całokształt scenariusza. Boxoffice filmu wyniósł 2 419 521 dol. na świecie, film był przebojem w polskich kinach, a później światowym hitem na Netflix.

### Książki
- Poszukiwacze opowieści (Warszawa, Wydawnictwo: Prószyński i S-ka, wrzesień 2003, Seria: Z Żurawiem, ISBN 83-7337-478-7)
- Gangrena (Warszawa, Wydawnictwo: Santorski & CO, kwiecień 2005, ISBN 83-89763-43-5)
- Rzęsy na opak (Warszawa, Wydawnictwo: Świat Książki, lipiec 2007, ISBN 978-83-247-0479-8)
- Znieczulenie miejscowe (Warszawa, Wydawnictwo: Prószyński i S-ka, listopad 2008, ISBN 978-83-7469-877-1)
- Single+ (Warszawa, Wydawnictwo: Filar, październik 2010, ISBN 978-83-61995-18-0)
- Cięcia (Warszawa, Wydawnictwo: Świat Książki, czerwiec 2011, ISBN 978-83-247-2282-2)
- Berlinawa (Warszawa, Wydawnictwo: Świat Książki, październik 2014, ISBN 978-83-7943-497-8)
- Przerwany sen Kashi (Warszawa, Wydawnictwo: Świat Książki, wrzesień 2018, ISBN 978-83-803-1559-4)
- Miłość i zbrodnie w czasie wolnym (Warszawa, Wydawnictwo Świat Książki, wrzesień 2023, ISBN 978-83-828-9099-0)[35]

### Opowiadania
- Bitwy piwne (Opowieści, miesięcznik krótki form prozatorskich, nr 1 lipiec-sierpień 2006, ISSN 1896-0561)
- Pieprz i sól (w tomie Pikanterie, Warszawa, Wydawnictwo: Santorski & CO, lipiec 2006, ISBN 978-83-60207-37-6)
- Pani krytyk (w tomie Gorączka, Warszawa, Wydawnictwo: Santorski & CO, czerwiec 2007, ISBN 978-83-89763-67-9)
- Cieć (w piśmie Lampa, nr 9 (42), ISSN 1732-4661)
- Mleczaki (w tomie Opowiadania kryminalne, Warszawa, Wydawnictwo: Czarna Owca, lipiec 2009, ISBN 978-83-7554-113-7)
- Stambuł (w tomie Piątek, 2:45, Warszawa, Wydawnictwo: Filar, lipiec 2010, ISBN 978-83-6199-517-3)
- Call Center (Kraków, antologia Podróż na północ/Mot nord, Stowarzyszenie Willa Decjusza, wrzesień 2011, ISBN 978-83-61600-36-7)
- 2029 (Wakat 4/2018 (43))[36]
- Kapsuła (Wakat 1-2/2019 (44-45))[37]
- Brązowa planeta (Wakat 3/2019)[38]
- Miś (Wakat, 4/2019)[39]
- Anioł (antologia „Wakacje od istnienia?” 2020)[40]
- Jan Paweł Frugo (Wakat 1-2/2021 (50-51))[41]